# Toph Beifong
Toph Beifong (北方 托芙) is een personage uit de animatieserie Avatar: The Last Airbender. Ze is een blinde Aardemeester van 12 jaar die erin toegestemd heeft Aang te leren Aardesturen om hem te helpen zijn plicht als Avatar te vervullen en de balans in de wereld te herstellen door de imperialistische Vuurnatie te verslaan.

## Achtergrond
Toph is het enige kind van de rijke Beifong-familie van Gaoling. Ze is blind geboren en werd tijdens haar jeugd als een kasplantje behandeld door haar ouders die geloofden dat haar blindheid haar kwetsbaar maakte en die haar niet in staat achtten om op haarzelf te passen. Ze namen extreme maatregelen om haar te beschermen, door haar bijvoorbeeld voor de rest van de wereld te verbergen. Poppy Beifong en Lao Beifong verwachtten dat hun dochter goed en beleefd werd en de juiste manieren had vanwege hun adellijke status in het Aarderijk. Door de harde maatregelen van haar ouders groeide Toph op tot een hard kind dat zich erg opstandig gedroeg, behalve in het bijzijn van haar ouders.
Op een dag liep ze weg van huis en kwam in een grot terecht. Hier ontmoette ze de Dasmollen die de grot bewoonden. De Dasmollen waren de eerste Aardestuurders en zij waren net als Toph blind. Vervolgens leerde Toph de techniek van hen en kon ze de trillingen van objecten voelen. Toph vertelde ooit dat de Dasmollen haar begrepen omdat ze ook blind waren. Wanneer ze terugkeerde naar huis huurde haar vader de Aardstuur meester Yu in om haar te instrueren, en gaf hem de opdracht om haar alleen de beginners lessen te geven, zodat ze zichzelf niet kon pijn doen. Echter, onbekend voor haar ouders, ontwikkelde Toph haar Aardestuurtechnieken in het geheim en deed verschillende keren mee aan verschillende Aardestuurtoernooien die ze allemaal won.
Toph's thuisstad, Gaoling (高陵) (wat “grote heuvel” betekent), is ook de naam van een land in Shanxi, een centrale provincie in China.

## Boek 2: Aarde
Wanneer Toph mee deed aan het Aard Mania VI kampioenschap, versloeg ze alle tegenstanders van het toernooi en kreeg daardoor de riem. Terwijl Aang, Sokka en Katara toekeken, besloot Aang om met haar te gaan praten tijdens het toernooi in de arena, als haar tegenstander. Aang gebruikt zijn luchtstuur technieken om haar van het veld te slaan waardoor Aang de riem overhandigd krijgt. Hoewel Toph vervolgens boos wegvluchtte, zocht het team haar op in haar huis in Gaoling waar haar ouders niets afwisten van haar deelname in de toernooien. Hoewel Toph in eerste instantie niet mee wilde, pleitte ze tegen haar ouders dat ze niet zo weerloos was als ze dachten en dat ze door de bescherming van haar ouders nooit een echte vriend gehad had. Vervolgens besloot ze om in het geheim met Team Avatar mee te gaan en Aang Aardesturen te leren.
Al gauw bleek Toph ruzie te hebben met Katara, die precies het tegenovergestelde karakter had als Toph. Katara vond dat Toph evenveel moest doen als de rest, terwijl Toph vond dat zij niemand in de weg liep en er niemand voor haar hoefde te zorgen. Hoewel de relatie tussen hen eerst slecht was, verbeterde deze in de loop der tijd. Toph liep een keer na een ruzie weg en liep toen Iroh tegen het lijf, niet wetend wie hij is. Iroh gaf haar thee en zijn wijsheid waardoor Toph weer moed kreeg om zich weer aan te melden bij het team. Door deze ontmoeting zag Toph Iroh als een "vriend". Tijdens hun reis wordt Appa ontvoerd, terwijl Toph kansloos was omdat ze slecht kon sturen in zand en ondertussen de Wan Shi Tong bibliotheek moest tegenhouden om te voorkomen dat die in de grond zou verdwijnen. Hierdoor voelde Toph zich schuldig en het team ging naar Ba Sing Se nadat ze te weten waren gekomen dat Appa waarschijnlijk in Ba Sing Se zou zijn verstopt. Het team kwam na een lange reis in Ba Sing Se, tot Tophs ongenoegen vanwege de muren die haar zouden omringen en haar deden denken aan het leven bij haar ouders.
In Ba Sing Se kwam het team erachter dat er niet over de oorlog gesproken mag worden en dat de Aardekoning niets over de oorlog weet. Ze kwamen hierdoor in aanraking met de Dai Li die Appa gevangenhield in het Laogai Meer, waar ze Appa later wisten te vinden. Samen met Appa gingen ze naar het paleis van de Aarde Koning en wisten ze de Aarde Koning te overtuigen over de oorlog, waardoor ze als eregasten ontvangen werden. Het team lichtte de Aarde Koning in over de Dag van de Zwarte Zon die eraan zat te komen om een Vuurnatie Invasie te organiseren. Echter werd Ba Sing Se later geïnfiltreerd door Azula terwijl Toph gevangen werd genomen door meester Yu en Xin Fu, die haar opsluiten in een metalen kist. Hier ontwikkelde Toph Metaalsturen en daardoor wist ze zichzelf te bevrijden. In Ba Sing Se wisten Toph en Sokka de Aarde Koning en zijn beer te bevrijden terwijl Aang ondertussen in de Avatar Trance werd neergeschoten door Azula. Hierdoor werd het team gedwongen om de stad te verlaten terwijl de stad viel, en voortaan bezit was van de Vuurnatie.

## Boek 3: Vuur
Team Avatar vluchtte naar Hakoda en leden van de Zuidelijke Waterstam waar ze een Vuurnatie schip wisten te veroveren. Een aantal dagen later ontwaakte Aang na door Azula te zijn geraakt en vluchtte met zijn staf weg. Het team ging hem achterna en belandde in de Vuurnatie. Daar besloten ze om undercover te gaan leven, terwijl ze zich klaarmaakten voor de Vuurnatie-invasie tijdens de Dag van de Zwarte Zon. Toph wist in de Vuurnatie haar Aardestuurkrachten te gebruiken om mensen op te lichtten, waarmee ze veel geld verdiende. Echter dit liep slecht af, toen Explosie Man ze wist te overrompelen. Maar het team wist van hem te ontkomen. Tijdens de Invasie vocht Toph met de Aardestuurders in Vuurnatiehoofdstad. Al gauw kwamen ze erachter dat er niemand in de stad te vinden was.
Tijdens de Zonsverduistering wist Toph een geheime ondergrondse bunker te vinden waar het team in ging. Terwijl de invasietroepen doorvochten, kwam het team Azula tegen. Hierdoor kwamen ze erachter dat Azula van de invasie af wist en voorzorgsmaatregelen had genomen. Daarom besloot het team om te vluchten, liet de invasietroepen achter en nam alleen de jongeren mee op Appa. Wetend dat de invasietroepen gevangengenomen zouden worden, vluchtte het team naar de Westelijke Luchttempel waar het team al gauw tegen Zuko opliep, die lid wilde worden. Hoewel niemand hem in het team wilde, was Toph de enige die het goed vond en uiteindelijk werd Zuko lid nadat hij Explosie Man probeerde te stoppen. Een aantal dagen later werd het team gevonden door Azula en moesten ze vluchten naar Sintel Eiland. Daar voorbereidden ze zich voor op de komst van Sozins Komeet.
Een aantal uren voor de komst van de komeet verdween Aang en probeerde het team hem te vinden, echter zonder succes. Ze besloten om Iroh op te zoeken en ze vonden hem in Ba Sing Se, waar hij een aanval op de Vuurnatie plande om Ba Sing Se te bevrijden. Iroh weigerde het aanbod om Feniks Koning Ozai uit te dagen, wetende dat dat het lot van de Avatar is. Sokka, Suki en Toph besloten om de luchtschepen te vernietigen. Ze wisten de luchtschepen te vinden, dankzij de informatie van de Orde van de Witte Lotus, waardoor ze een schip konden infiltreren.
Met Tophs metaalstuurkunsten wist het team controle te krijgen over het schip en ramde de andere luchtschepen. Toen Toph bijna van het schip afviel, werd ze gered door Suki. Samen wisten ze alle luchtschepen te vernietigen. Ondertussen had Aang Ozai verslagen door hem zijn vuurstuurkunsten af te nemen. Om de overwinning te vieren vierde het team dit in de Jasmijn Draak in Ba Sing Se, de theewinkel van Iroh.

## Persoonlijkheid
Als de nieuwste aanwinst voor Aangs groep brengt Toph door haar persoonlijkheid iets helemaal nieuws. In tegenstelling tot de verzorgende Katara, flighty Aang of sombere maar rare Sokka, is Toph sterk onafhankelijk, sarcastisch, direct en brutaal eerlijk. Ze lijkt dezelfde vrije en avontuurlijke persoonlijkheid als Aang te hebben en is erg wild in de manier waarop ze zich gedraagt en kleedt – in contrast met de kwetsbare pop die haar ouders in haar zien. In tegenstelling tot Aang, die vechten het liefst vermijdt, is Toph dol op vechten en is ze erg trots op haar Aardesturingsvaardigheden. Ze is vastbesloten om te laten zien dat ze net zo sterk is als iemand die kan zien.
Toph heeft haar ouders verlaten om met Aang mee te gaan en is daarom nogal roekeloos: ze wil nu alles doen wat van haar ouders niet mocht. Dit levert soms conflicten op met Katara, die zich als een moeder gedraagt. Toph heeft een zwak voor Sokka, wat voor het eerst duidelijk wordt in de slangenpas waar ze Suki op haar wang kust, omdat ze dacht dat het Sokka was die haar had gered. Ook verklaart Toph in "Sokka's Meester" dat ze hem totaal niet heeft gemist, maar als ze zich omdraait, verschijnt er een dromerige glimlach en een blos op haar gezicht.

## Aardsturen
Hoewel ze blind is kan Toph door vibraties in de aarde 'zien' met haar voeten. Daarnaast heeft ze gewoonweg talent voor Aardesturen. Ook kan ze via menselijke vibraties aan de grond leugens voelen. Dit heet seismisch zicht.
Hoewel het "normale" Aardesturen gebaseerd is op de Hung Gar stijl van Kung Fu, is Toph haar techniek gebaseerd op de Praying Mantis Kung Fu. Ook is Toph de enige bekende Aardemeester die metaal kan sturen, wat ze zichzelf geleerd heeft in de finale van seizoen 2. Dit metaalsturen geschiedt via de heel fijne deeltjes aarde die in metaal achterblijven wanneer het wordt bewerkt.
In de serie Avatar: The Legend Of Korra blijkt dat Toph na afloop van de originele serie andere aardmeesters het metaalsturen geleerd heeft. Deze aardmeesters vormen een speciale politie-eenheid. Deze politie-eenheid wordt geleid door Lin Beifong, die de dochter van Toph is.

## Later leven
In de tweede serie, Avatar: The Legend of Korra, wordt meer duidelijk over Toph's leven van na de oorlog. Ze was een van de oprichters van Republicasia en ging Aardestuurders lesgeven in het metaalsturen, onder meer aan Ho-Tun. Ze richtte later ook de politie op in Republicasia. Ze kreeg in haar leven 2 dochters van 2 verschillende mannen: Lin en Suyin. Jaren voor aanvang van de tweede serie heeft ze echter de wereld verlaten, op zoek naar verlichting. Ze maakt haar opwachting in seizoen 4, waarin ze de nieuwe Avatar, Korra, een paar keer te hulp komt. Zo geneest ze Korra van een kwikvergiftiging door het metaal uit haar lichaam te sturen, en leert ze Korra het zicht van de geesten. Haar karakter is nooit veranderd.

## Varia
Het eerste ontwerp van Toph was de Aardestuurder (namelijk Sud) die je in de openingsscène van elke aflevering kunt zien. Echter veranderde het ontwerp naar de Toph die we nu kennen. Volgens interviews met Mike DeMartino in het boek "Avatar, The Art of the animated series" was het de bedoeling dat Toph een stoere, pesterige jongen zou worden, die ouder zou zijn dan Sokka. Maar Aaron Ehasz kwam op het idee om er een meisje van te maken. Uiteindelijk werd iedereen enthousiast. Het was zo'n mooie contradictie, datzelfde stoere, pesterige gedrag als die vent die ze in gedachte hadden, maar dan in het lichaam van een op het oog lief en onschuldig meisje.
- In de lente van 100 NSK stond er een prijs van 1000 goudstukken op het hoofd van Toph.
- Toph wordt ingesproken in het Engels door Jessie Flower, die ook de stem van Meng insprak tijdens "De Waarzegster". De Nederlandse stem wordt ingesproken door Melody Reekers, zij sprak ook de stem van Meng in.